# Magnolia nana
Espèce
Statut de conservation UICN

 EN B1ab(iii) : En danger
Magnolia nana est une espèce de plantes à fleurs de la famille des Mangoliacées. C'est un arbre endémique du Viêt Nam.

## Description
C'est un arbre.

## Répartition et habitat
C'est une plante endémique du Viêt Nam.